# David Macbeth Moir

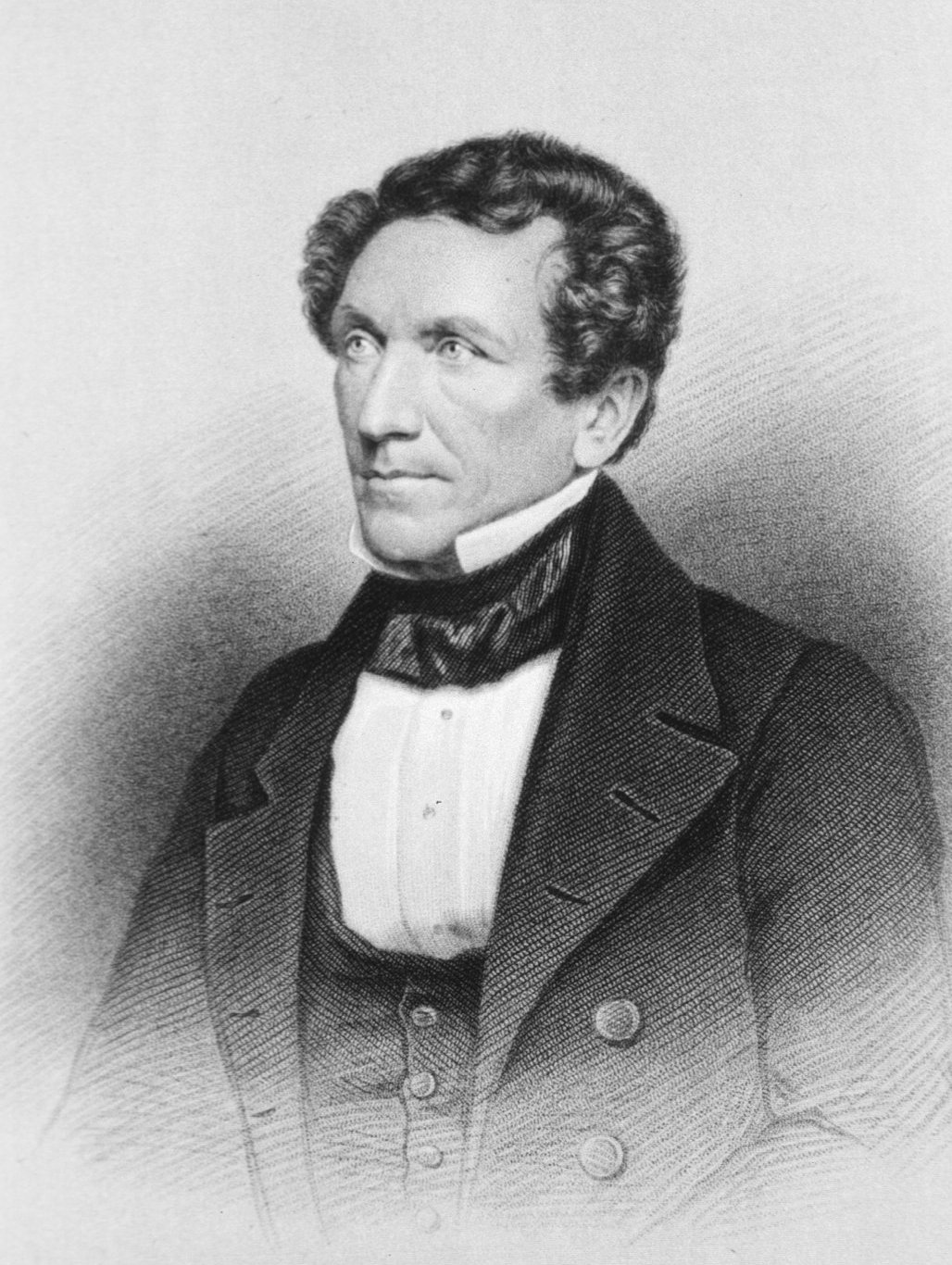
David Macbeth Moir

David Macbeth Moir (* 5. Januar 1798 in Musselburgh; † 6. Juli 1851 in Schottland) war ein schottischer Arzt und Schriftsteller.
Moir schloss sein Studium der Medizin an der University of Edinburgh 1816 ab. Beginnend mit einer Partnerschaft mit einem Doktor aus Musselburgh arbeitete er dort bis zu seinem Tod. Er war Mitwirkender an Prosa und Versen in Magazinen und teilweise mit der Signatur Delta, im Blackwood's Magazine. Sein Leben ist 1897 in dem Buch The “Blackwood” Group von Sir George Douglas dargestellt worden.
Eine Sammlung seiner Gedichte wurde 1852 von Thomas Aird herausgegeben. Unter seinen Veröffentlichungen waren die berühmten Life of Mansie Wauch, Tailor (1828), das seine Begabungen als Humorist herausstrich, Outlines of the Ancient History of Medicine (1831), und Sketch of the Poetical Literature of the Past Half Century (1851).
Er ist einer der Schriftsteller, die als Autoren des Canadian Boat-Song in Frage kommen.
Ihm wird mit einer 1853 in Musselburgh errichteten Gedenkstatue gedacht. Es existieren auch einige Straßennamen in der Stadt, die Bezug auf ihn nehmen und die Filiale The David Macbeth Moir der Pubkette Weatherspoons, die im Februar 2012 errichtet wurde, ist nach ihm benannt worden.
Moir war ein Mitglied im Bund der Freimaurer. Seine Loge, Canongate Kilwinning Lodge, ist in Kilwinning ansässig.